# 15 Maiden Lane
15 Maiden Lane es una película de crimen estadounidense de 1936 sobre una investigadora de seguros (Claire Trevor) que se infiltra en una banda que planea robar las joyas del edificio epónimo en Maiden Lane en el distrito de Fulton Street de Manhattan. El vecindario había sido el centro de Diamond District de New York City desde 1931 antes de la reubicación de zona residencial de la calle 47 a partir de 1941.

## Reparto
| Actor           | Personaje        |
| --------------- | ---------------- |
| Claire Trevor   | Jane Martin      |
| César Romero    | Frank Peyton     |
| Lloyd Nolan     | Detective Walsh  |
| Douglas Fowley  | Nick Shelby      |
| Lester Matthews | Gilbert Lockhart |
| Robert McWade   | John Graves      |
| Holmes Herbert  | Harold Anderson  |